# Kate Beirness
Vous venez d’apposer le modèle de débat d'admissibilité.
Avant toute chose, veuillez créer la page de débat correspondante en cliquant ici.
- Une fois la page de vote initialisée, rafraîchissez cette page, et le bandeau prendra son aspect définitif.
- Si votre débat d'admissibilité est groupé (le motif et l’argumentation doivent être les mêmes), modifiez cette page pour ajouter au modèle le paramètre « cat » suivi du nom de la page de discussion de l’article pour lequel la page de débat existe déjà (ex. : cat=Discussion:Nom_de_l'autre_article). Ensuite, suivez les nouvelles instructions qui apparaissent.
- Vous pouvez également utiliser le paramètre « type » pour faciliter l’accès aux critères d’admissibilité. Exemple : {{suppression|type=mot-clé}}. Liste des mots-clés existants : fiction, musique, art visuel, fanzine, jeu de société, porno, sportif, association, enseignement, société, site web, route, nombre, (Liste complète ici).

| 1. | Créez la page de débat d'admissibilité.                                                                      | Sauvegardez d’abord la page pour l’initialiser puis indiquez votre motivation.       |
| 2. | Important : ajoutez une entrée dans la section Débat d'admissibilité du jour.                                | Utilisez ce texte : *{{L\|Kate Beirness}}                                            |
| 3. | Pensez à informer les contributeurs principaux de la page et les projets associés lorsque cela est possible. | Utilisez ce texte : {{subst:Avertissement débat d'admissibilité\|Kate Beirness}}~~~~ |

 (février 2025).
Kate Beirness, née le 8 mars 1984 à Port Perry (en), est une journaliste sportive de la télévision canadienne, travaillant actuellement comme animatrice pour SportsCentre sur TSN.

## Biographie

### Carrière
Au cours de sa première année de présentatrice sur SportsCentre, Beirness a souvent travaillé avec Bryan Mudryk le week-end sur la chaîne de télévision, et a continué à le faire pendant une grande partie de 2013. En octobre 2013, Beirness et avec le nouveau co-présentateur Darren Dutchyshen ont repris les émissions de fin de soirée et du matin sur TSN, remplaçant Jay Onrait et Dan O'Toole à leur départ. Le duo avait travaillé ensemble pendant le congé de maternité de Jennifer Hedger en 2011. Dutchyshen retourna présenter à l’émission du soir Sportscentre avec Hedger et est remplacé par Natasha Staniszewski. Beirness et Staniszewski ont ainsi formé la toute première équipe féminine de présentation du Sportscentre.
Beirness anime actuellement la retransmission de la Ligue canadienne de football (CFL) sur TSN et des Toronto Raptors, ainsi que la diffusion du Championnat de la NCAA masculin de basketball.
Avant de rejoindre TSN, Kate a travaillé pour les chaînes Rogers TV et A Barrie en tant que présentatrice sportive.
Beirness a créé et présenté le forum Her Mark, un évènement annuel sur un jour ayant pour objectif de valoriser la future génération des femmes dirigeantes canadiennes. Le premier forum a eu lieu le 8 juillet 2017 dans le stade du BMO Field à Toronto, Canada.

### Vie personnelle
Beirness est née et a grandi à Port Perry, Ontario et est diplômée de l’université de technologie de l’Ontario. Elle s’est distinguée en étant une joueuse de basketball tout au long de sa scolarité au lycée, et poursuivi sa carrière en tant que présentatrice sportive.
Beirness a été en relation de long-terme avec son collègue à TSN, Darren Dutchyshen, jusqu’à son décès en 2024, toutefois cette information n’a été révélé publiquement qu’après le décès de Dutchyshen.